# 山口泰弘
山口 泰弘（やまぐち やすひろ、1946年7月2日 - 2016年）は、日本のアニメーター、スタジオ・カーペンター代表。広島県出身。

## 参加作品

### テレビアニメ
1971年
- ルパン三世 (TV第1シリーズ)（作画監督）

1972年
- 赤胴鈴之助（原画）

1973年
- 空手バカ一代（原画）

1974年
- 柔道讃歌（作画監督）
- はじめ人間ギャートルズ（原画）

1975年
- 一休さん（作画監督、原画）

1976年
- キャンディ・キャンディ（作画監督）

1980年
- 若草物語（キャラクターデザイン）

1982年
- 少年宮本武蔵 わんぱく二刀流（原画）

1983年
- 愛してナイト（キャラクターデザイン、作画監督）

1984年
- Gu-Guガンモ（作画監督）
- 北斗の拳（作画監督）

1985年
- ゲゲゲの鬼太郎（第3作）（作画監督）
- コンポラキッド（キャラクターデザイン[1]、作画監督）

1988年
- 闘将!!拉麵男（キャラクターデザイン）

1989年
- 悪魔くん（作画監督）
- 魔法使いサリー第2作（キャラクターデザイン、作画監督）

1998年
- 遊☆戯☆王（作画監督）

2012年
- 聖闘士星矢Ω（原画）

2015年
- ONE PIECE エピソードオブサボ 〜3兄弟の絆 奇跡の再会と受け継がれる意志〜（原画）

### 劇場アニメ
1980年
- サイボーグ009 超銀河伝説（作画監督・アニメーションキャラクターデザイン）

1981年
- さよなら銀河鉄道999 -アンドロメダ終着駅-（原画）

1982年
- 1000年女王（作画監督）

1985年
- ゲゲゲの鬼太郎（作画監督）

1986年
- ゲゲゲの鬼太郎 最強妖怪軍団!日本上陸!!（作画監督）

1987年
- セントエルモ 光の来訪者（作画監督）

1992年
- 劇場版　キャンディ♡キャンディ（作画監督）